# Кејти Пери
Кетрин Елизабет Хадсон (енгл. Katheryn Elizabeth Hudson; Санта Барбара, 25. октобар 1984), позната као Кејти Пери (енгл. Katy Perry), америчка је певачица, текстописац и глумица. Постаје позната 2008. године, објављивањем свог другог албума One of the Boys. Један је од најпродаванијих извођача данашњице, са продатих 100 милиона синглова. Неке од њених најпознатијих песама су Dark Horse, Roar, Firework, Teenage Dream, Chained To The Rhythm и друге.

## Биографија

### Детињство
Рођена је као друго дете Кита (енгл. Keith) и Мери (енгл. Mary) Хадсон (девојачко Пери). Рођена је у Санта Барбари. Са 18 година, сели се у Лос Анђелес. Има старију сестру Анђелу (енгл. Angela) и млађег брата Дејвида (енгл. David). Након што је завршила прву године средње школе, почела је да се бави музиком. Како су јој родитељи били хришћански свештеници, одрасла је слушајући само хришћанску музику.

### Каријера
Њена каријера је почела 2001. године када је објавила свој албум првенац, Katy Hudson, потписан њеним правим именом. На овом албуму је доминирала хришћанска музика. Албум је званично постао неуспех, продат је у неколико стотина примерака.
Након неуспеха са првим албумом, Кејти се окреће другачијој врсти музике. Првобитно мења своје уметничко име, и од тад постаје позната под својим псеудонимом Кејти Пери.
Прву песму поп призвука, Ur So Gay, објављује 2008. године. Након тога је уследило објављивање њеног другог студијског албума One Of The Boys (срп. Један од дечака) за Капитол рекордс. Први сингл са тог албума, I Kissed a Girl, постигао је велики међународни успех и донео Кејти велику славу нашавши се на првом месту 19 топ листа широм света.
Након овог сингла уследили су и успешни синглови Hot N Cold и Waking Up in Vegas са истог албума.
Кејти нови албум објављује 2010. године под називом Teenage Dream (срп. Тинејџерски сан), такође за Капитол. Албум је дебитовао на првом месту Билбордове листе албума. У многим земљама је доживео мултиплатинасти тираж, надмашујући њен претходни албум.
Пет синглова са албума Teenage Dream, California Gurls, Teenage Dream, Firework, E.T. и Last Friday Night (T.G.I.F.), успело је да досегне прво место Билбордове листе синглова и тиме је Кејти постала једини извођач поред Мајкла Џексона да има пет синглова са једног албума који су дошли на прво место поменуте листе.
Осим у Америци, Кејти је постала глобална звезда све присутнија у медијима. Њени синглови су се продавали како у Америци тако и у остатку света. Због тога је једна од најпродаванијих певачица данашњице.
У 2012. години, Кејти објављује два нова сингла, Part of Me и Wide Awake, као и реиздање њеног претходног албума под називом Teenage Dream: The Complete Confection. На овом албуму су се нашле песме са претходног албума те неке нове песме.
Исте године објављује свој филм првенац, Део мене. У овом филму се описује Кејтин живот као и њена последња турнеја. Са овим филмом, Кејти је зарадила 32 милиона долара.
За јесен 2013. године је заказано објављивање новог Кејтиног албума Prism (срп. Призма). Први сингл са албума под називом Roar је заузео прва места многих светских топ листа.
Дана 22. јуна 2015. њена песма Dark Horse са албума Prism је достигла милијарду прегледа на Јутјубу и тиме је постала први женски извођач са видеом од милијарду прегледа. Песма Roar је 22. јула 2015. такође достигла милијарду прегледа на Јутјубу и тиме Кејти постаје први извођач у историји који има два видеа са милијарду прегледа.
Свеукупно, Кејти је продала око 40 милиона албума и преко 125 милиона синглова.

## Лични живот
Кејти Пери је била у вези са Џастоном Јорком, Мет Тајсеном, Џони Луисом, Треви Макојом и Раселом Брендом. Од августа 2012, је повремено била у вези са Џон Мeјером. Почетком 2016. виђена је са Орландом Блумом.
Расела Бренда је упознала 2009. године, на снимању филма Get Him to the Greek у камео наступу. Њих двоје су се почели забављати након поновног сусрета у септембру исте године, на додели MTV Video Music Awards. Пар се верио у децембру 2009, док су били на одмору у Раџастану (Индија). Венчали су се 23. октобра 2010, по традиционалној хинду церемонији у близини светилишта Рантамбор тигар у Раџастану. Након 14 месеци брака, 30. децембра 2011, Расел је поднео захтев за развод брака, наводећи непремостиве разлике између њих двоје. Након што су постигли договор о финансијским питањима, судија је одобрио захтев за развод у фебруару 2012. Развод је ступио на снагу у јулу 2012, након обавезног шестомесечног периода чекања. Њен аутобиографски филм открио је да неслагање око оснивања породице довело до распада брака. У јуну 2013, Кејти је у интервјуу за Вог рекла да се Бренд развео са њом преко СМС поруке и никада више није разговарао са њом.
Верила се са глумцем Орландом Блумом 14. фебруара 2019. године.

## Дискографија
- (2001)
- (2008)
- (2010)
- (2013)
- (2017)
- (2020)
- 143 (2024)

## Филмографија
| Улоге Кејти Пери |                      |               |            |          |
| Година           | Српски назив         | Изворни назив | Улога      | Напомена |
| 2011.            | Штрумпфови           |               | Штрумпфета | глас     |
| 2012.            | Кејти Пери: Део мене |               |            |          |
| 2013.            | Штрумпфови 2         |               | Штрумпфета | глас     |
| 2015.            |                      |               |            |          |
| 2015.            |                      |               |            |          |
| 2015.            |                      |               |            |          |
| 2015.            |                      |               |            |          |
| 2016.            | Зулендер 2           |               | саму себе  | камео    |

### Видеографија
| Спот                                        | Година | Режисер                      |
| ------------------------------------------- | ------ | ---------------------------- |
| Ur So Gay                                   | 2007   | Валтер Меј                   |
| Thinking of You                             | 2007   |                              |
| I Kissed a Girl                             | 2008   | Кинга Бурза                  |
| Hot n Cold                                  | 2008   | Алан Фергусон                |
| Thinking of You                             | 2008   | Мелина Мацукас               |
| Waking Up in Vegas                          | 2009   | Џозеф Кан                    |
| Starstrukk                                  | 2009   | Марк Класфелд,Steve Jocz     |
| If We Ever Meet Again                       | 2010   | Paul "Coy" Allen             |
| California Gurls                            | 2010   | Метју Кулен                  |
| Teenage Dream                               | 2010   | Јоан Лемоин                  |
| Firework                                    | 2010   | Дејв Мејерс                  |
| E.T                                         | 2011   | Флорија Сигисмонди           |
| Last Friday Night (T.G.I.F.)                | 2011   | Марк Класфелд, Дени Локвуд   |
| The One That Got Away                       | 2011   | Флорија Сигисмонди           |
| Part of Me                                  | 2012   | Бен Мор                      |
| Wide Awake                                  | 2012   | Tony T. Datis                |
| Roar                                        | 2013   | Гради Хол, Марк Кудси        |
| Unconditionally                             | 2013   | Брент Бонакорсо              |
| Who You Love                                | 2013   | Софи Мулер                   |
| Dark Horse                                  | 2014   | Метју Кулен                  |
| Birthday                                    | 2014   | Марк Класфелд, Дени Локвуд   |
| This Is How We Do                           | 2014   | Џоел Кефали                  |
| Rise                                        | 2016   | Пол Гор                      |
| Chained to the Rhythm                       | 2017   | Метју Кулен                  |
| Bon Appétit                                 | 2017   | Dent De Cuir                 |
| Swish Swish                                 | 2017   | Дејв Мејерс                  |
| Hey Hey Hey                                 | 2017   | Исак Рен                     |
| 365                                         | 2019   | Варен Фу                     |
| Never Really Over                           | 2019   | Филипа Прајс                 |
| Small Talk                                  | 2019   | Tanu Muino                   |
| Harleys In Hawaii                           | 2019   | MANSON                       |
| Cozy Little Christmas                       | 2019   | WATTS                        |
| Never Worth White                           | 2020   | J.A.C.K                      |
| Daisies                                     | 2020   | Лиза Волошин                 |
| Daisies (Can't Cancel Pride)                | 2020   | Ешли Еванс, Antony Ginandjar |
| Smile                                       | 2020   | Метју Кулен                  |
| Harleys In Hawaii (The Smile Video Series)  | 2020   | Hoku & Adam                  |
| Cry About It Later (The Smile Video Series) | 2020   | Sykosan                      |
| Champagne Problems (The Smile Video Series) | 2020   | Кејт Холоуел                 |
| Resilient (The Smile Video Series)          | 2020   | Аја Танимура                 |
| Not The End Of The World                    | 2020   | Шарлота Фаслер, Дани Гирдвуд |
| Electric                                    | 2021   | Карлос Лопез Естрада         |
| When I'm Gone                               | 2022   | Хана Лукс Дејвис             |
| Where we started                            | 2022   | P.Tracy                      |
| Woman's world                               | 2024   |                              |
| Lifetimes                                   | 2024   |                              |
| I'm His,He's Mine                           | 2024   |                              |

### ТВ верзије
| Верзија                                            | Година | Режисер                       |
| -------------------------------------------------- | ------ | ----------------------------- |
| Never Really Over (Vertical Video)                 | 2019   | Лиза Волошин                  |
| Small Talk (Vertical Video)                        | 2019   |                               |
| Harleys In Hawaii (Vertical Video)                 | 2019   |                               |
| Smile (Performance Video)                          | 2020   | Antony Ginandjar/Ashley Evans |
| I'll Be Home For Christmas / Cozy Little Christmas | 2020   | Antony Ginandjar/Ashley Evans |

### Рекламе
| Реклама                                                  | Година | Режисер         |
| -------------------------------------------------------- | ------ | --------------- |
| Teenage Dream (Gerrman Commercial)                       | 2010   |                 |
| Katy Perry - Killer Queen Fragrance                      | 2013   |                 |
| Katy and the Popcats                                     | 2013   | Jared Eberhardt |
| Hype For Halftime (Pepsi)                                | 2015   |                 |
| Mad Potion (Perfume)                                     | 2015   |                 |
| Katy Perry (Moschino)                                    | 2015   |                 |
| From the Makers of Happy & Merry H&M presents Katy Perry | 2015   |                 |
| Katy Perry Covergirl                                     | 2016   |                 |
| Katy Perry • COVERGIRL Super Sizer Mascara               | 2016   |                 |
| Katy Perry Katy Kat collection Mascara & Matte Lipstick  | 2016   |                 |
| Katy Perry x Laudrin Home                                | 2021   |                 |
| Transmissions from the Future                            | 2021   |                 |
| BEHR x Katy Perry - Katy in Color                        | 2021   |                 |
| Just Eat & Katy Perry -Did Somebody Say                  | 2022   | Дејв Мејерс     |
| Katy Perry and Denon PerL Pro                            | 2024   |                 |

## Турнеје
- Hello Katy Tour (2009)
- California Dreams Tour (2011/12)
- The Prismatic World Tour (2014/15)
- Witness: The Tour (2017/18)